# Didymella lithospermi
Didymella lithospermi är en svampart som först beskrevs av Ellis & Everh., och fick sitt nu gällande namn av Tomilin 1979. Didymella lithospermi ingår i släktet Didymella, ordningen Pleosporales, klassen Dothideomycetes, divisionen sporsäcksvampar och riket svampar.   Inga underarter finns listade i Catalogue of Life.